# خوان بيدرو بينا (لاعب كرة قدم)
خوان بيدرو بينا (بالإسبانية: Juan Pedro Pina Martínez)‏ (29 يونيو 1985 في إسبانيا - ) هو لاعب كرة قدم إسباني في مركز الدفاع. لعب مع ريال مورسيا ونادي ألكويانو ونادي جامعة مرسية ونادي لورقة ودوكسا كاتوكوبياس ‏ وسانجونيرا أتلتيكو.

## وصلات خارجية
- خوان بيدرو بينا على موقع Soccerway.com (الإنجليزية)